# Caleu
Caleu (Mapudungún , Ca-Leufú : Otro río ) es una localidad chilena ubicada a 68 kilómetros al noroeste de Santiago de Chile, perteneciente a la comuna de Til Til, Región Metropolitana de Santiago, en la provincia de Chacabuco, al límite de la Región de Valparaíso. La localidad está constituida de distintos villorrios: La Capilla, el Llano, Lo Marín y Espinalillo.

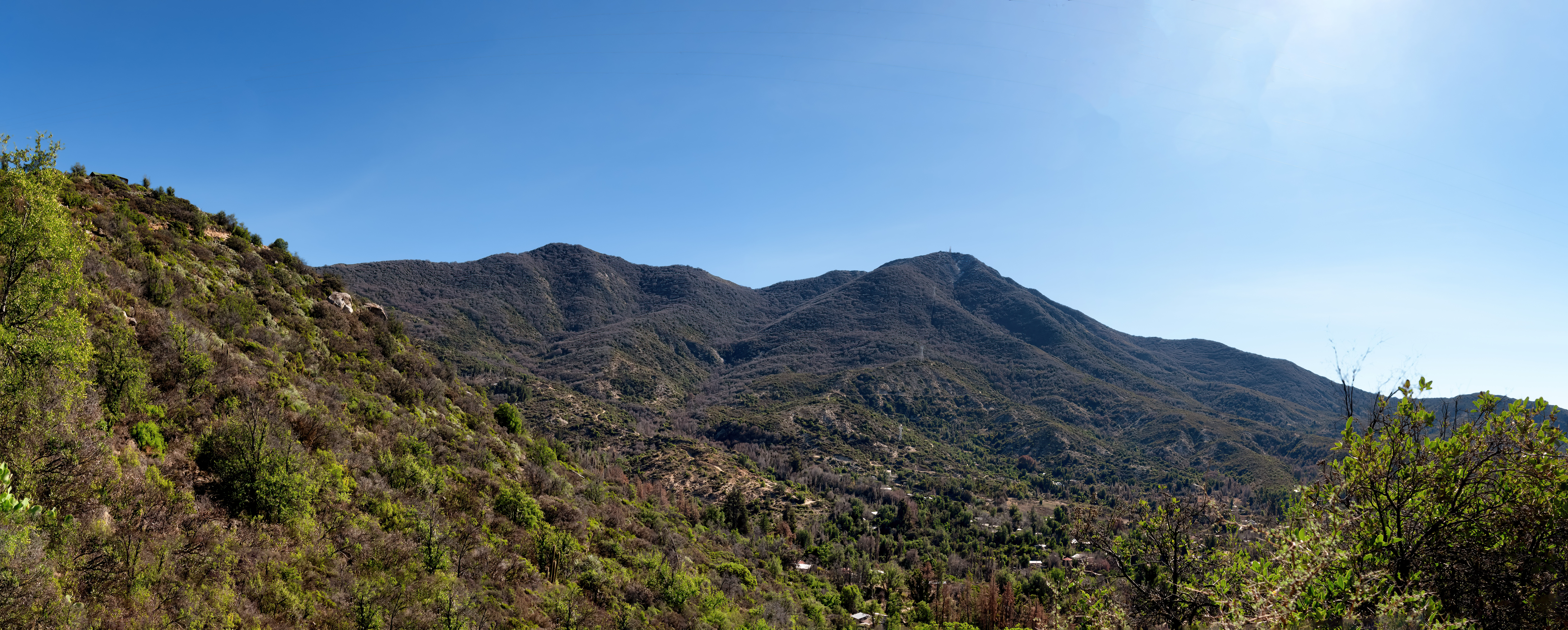
La localidad de Caleu bajo el cerro El Roble

## Descripción
Caleu se ubica en la Cordillera de la Costa, frente a la Cordillera de Los Andes. En el valle verde de Caleu predominan una rica fauna y flora muy característica del Valle Central de Chile. Está dominada por el cerro El Roble (2.204 m s. n. m.), la séptima cumbre de la Cordillera de la Costa. Su nombre proviene de la roblería en la altura de su faldeos (Nothofagus obliqua). Se trata de la población más septentrional de roble de Chile. El faldeo occidental del cerro pertenece al parque nacional La Campana.
El Roble ofrece un panorama excepcional al océano Pacífico y la Cordillera de los Andes, particularmente al monte Aconcagua, y cuya cumbre, la más alta del Hemisferio Sur, a 6.959 m s. n. m. de altura, está ubicada en Argentina.

## Historia

### Prehispánica
Chile prehispánico, antiguamente denominado como Prehistoria de Chile, es el período histórico que se extiende desde la llegada de los primeros habitantes al actual territorio continental chileno, por lo menos en el 12800 a. C., hasta la llegada de los colonizadores españoles a Copiapó, en la expedición de Diego de Almagro, el 21 de marzo de 1536.

#### Pucará del Cerro Mauco
Es el pucará más austral del Imperio incaico. Una de las más tempranas acciones de conquista realizadas por los Inka cuando arribaron al primer valle de Chile Central –el del río Aconcagua, importante por sus riquezas, demografía y ubicación estratégica- fue organizar a la población bajo un sistema de organización política dual, como aquella imperante en gran parte del área Andina prehispánica. Seguramente, aprovecharon las estructuras sociales y realidad política preexistente de las gentes representadas por el Complejo Aconcagua.
La invasión inca avanzó hasta después del Río Maule y asentaron en la zona varios Tambos y al menos un Pucará situado en la cima del cerro La Muralla. Ubicado en la estratégica cima del cerro la muralla, tenía a su lado sur la laguna de Santa Inés (laguna de Tagua Tagua). Se presume que esta fortaleza fue usada como punto de observación o cuartel de defensa, ya que desde allí, se domina tanto el valle norte, como la cuenca sur que daba a la laguna de Tagua Tagua.
En la cima del Cerro, las murallas en su trazado dibujan un águila en vuelo. Tiene tres murallas defensivas y dos sectores con viviendas. Se ha encontrado abundante cerámica y piedras tacitas. A 100 m de su primera muralla se encuentra una explanada, que, al parecer sirvió como campo de cultivos. Las evidencias hacen suponer que esta construcción fue efectuada por los incas, debido al trabajo de la piedra en bloques, la dimensión de los recintos y las estructuras en forma de terraza de algunos sectores.
Claudio Gay ya describió su ascenso al cerro la Muralla, que en esos entonces se llamaba del Inca y la fortaleza. Varias otras evidencias inka distribuidas entre Angostura y el norte del Maule, como en Rengo, Coinco, Doñihue y el Pucará de Cerro La Muralla, en Tagua Tagua, se suman al contexto de la Huaca de Chena y del Pucará de La Compañía, para demostrar una suerte de sistema administrativo y defensivo de carácter regional.

#### Camino del Inca
El kapac ñam o «Camino del Inka» era la columna vertebral del Estado Inka, a través del cual controlaban y administraban su extenso imperio. Por él recorrían las noticias, los ejércitos de conquista y los recursos económicos necesarios. Se han encontrado registros de estas redes viales principalmente al norte de la cuenca del río Mapocho y en el valle superior del Aconcagua.
Las crónicas españolas mencionan que el Camino del Inca llegaba a extramuros de Santiago, por Huechuraba, seguramente el ramal transversal que venía por Los Andes-Colina, desde el otro lado de la cordillera, de la provincia de Cuyo.
En Santiago seguía el eje de la Avenida Independencia, la Calle Puente, la Plaza de Armas, la Calle Ahumada, la calle Arturo Prat, y la Gran Avda hacia el sur.
Hacia el sur, desde Maipo a Cachapoal, su trazado solo se ha podido inferir conectando los restos de varios centros administrativos y fortalezas Inka, con antiguos caminos coloniales que los habrían reutilizado, junto al registro en crónicas españolas de “puentes del inka” sobre los principales ríos de estos valles. También se han localizados restos de algunos tambos o posadas camineras construidas a la vera de los caminos, que consistían de unos pocos recintos rectangulares con muros de piedra canteada abiertos a un patio central. El más cercano a San Vicente es precisamente la localidad de El Tambo desde el Tambo de Malloa.

### Conquista de Chile
A la llegada de los españoles a Chile, en especial al valle central, estos se repartieron los caseríos indígenas mediante las encomiendas y se apropiaron de los campos a través de las mercedes de tierra. Así, los gobernadores y el Cabildo fueron otorgando amplias extensiones de tierra con límites vagos e imprecisos, que dieron lugar a las estancias. En las serranías de la Cordillera de la Costa existieron estancias de gran importancia como las de Til Til, Las Palmas, San Pedro, Caleu, El Almendral. Su importancia radicaba en su riqueza minera, encontrándose en ellas yacimientos de oro, plata y cobre.
La Corona nombraba un Alcalde Mayor de Minas, el cual tenía como obligación supervisar el funcionamiento de aquellas minas entregadas en concesión. Cuando los minerales no eran explotados como se debía y las minas eran abandonadas, éste tenía el poder de requisarlas y concederlas a otras personas. Llevada por la ambición, la gente denunciaba la no explotación de minas para pedir su concesión, por lo cual las propiedades se encontraban en continuos litigios. La materia prima obtenida de la explotación se llevaba a un artificio, siendo el más importante el de la Hacienda de Catemu. Posteriormente, estos productos se enviaban a España.

 “en 1603 el Reyno hizo merced de las tierras de la estancia de Til Til al Capitán Gonzalo de Salas, Bartolomé de Rosas y después a Fernando Cortés Hidalgo”. En esa época, Caleu se encontraba en el camino que unía Santiago con Valparaíso, el cual “partía en Santiago utilizando el Camino de Chile y se desviaba al poniente en Til Til y luego de pasar por Caleu y la cuesta de La Dormida llegaba al puerto”.
Según archivos de la Real Audiencia 

En 1724 se nombran como dueños por décadas de “los potreros, lomas y serranías que hacen de el cerro que llaman Garfías como asesorial de la estancia de Caleu, al Capitán Salvador de Leyba y don Francisco Hidalgo y a sus padres y a sus abuelos”.
En esta hacienda y sus territorios contiguos existían minas y lavaderos de oro, los cuales eran motivo permanente de pugnas y disputas entre los lugareños. 

“han existido ricas minas de oro en la aldea de Caleo situada en una meseta al pie del cerro del Roble entre Til Til y Llay Llay. Hoy mismo venden sus habitantes un poco de oro a la moneda con el nombre de oro del Roble”.“A mediados del siglo XVIII dos aventureros españoles, Miguel Allende y Francisco Astorga, obtuvieron concesión para explotar minas de oro en Caleu. Allí trabajaron, se hicieron ricos y construyeron sus casa, trajeron hasta el valle una población de mineros y lograron las minas de oro mejor explotadas de la época.”
Benjamín Vicuña Mackenna 

Según el tríptico entregado por la Comunidad de la Capilla de Caleu, el origen se remonta al siglo XVIII con las concesiones mineras entregadas a los aventureros españoles de la época. posteriormente durante la Guerra de Independencia, se cuenta  que 

(...) luego de la derrota de los españoles en la Batalla de Chacabuco, algunos huyeron por Chicauma para salir hacia Valparaíso, dejando tapadas las minas y llevándose el oro que pudieron cargar. Otros se quedaron escondidos en los cerros y terminaron por asentarse en los lugares que les ofrecían mayor seguridad y posibilidades de supervivencia, como el escondido Valle de Caleu  y el cerro el Roble.

### República de Chile
A principios del siglo XIX habría comenzado el proceso de subdivisión de las tierras entre los herederos. Según notas de la Capitanía General, en 1803 existían litigios entre los Astorga y los Leiva, por lavaderos de oro y pertenencias de la hacienda de Caleu.
Se podría decir entonces que la aldea de Caleu nació por la atracción que produjo la hacienda del mismo nombre. Las haciendas de la época atraían a mucha gente, dado que allí encontraban alimentos, protección y servicios religiosos. El factor religioso fue muy importante, debido a la existencia de la capilla, construida a fines del siglo XVI o principios del siglo XVII. Hasta el día de hoy, al poblado central se le conoce con el nombre de “Capilla de Caleu”. Esta capilla fue el patrimonio histórico, cultural y arquitectónico más importante del lugar, pero fue demolida debido a los daños causados por el terremoto del año 1965.

### Habitante ilustre
Ricardo Lagos, expresidente de Chile, tiene su segunda residencia en Caleu, en la localidad de Lo Marín, lo que ha entregado alguna fama al lugar.